# Список млекопитающих Бангладеш

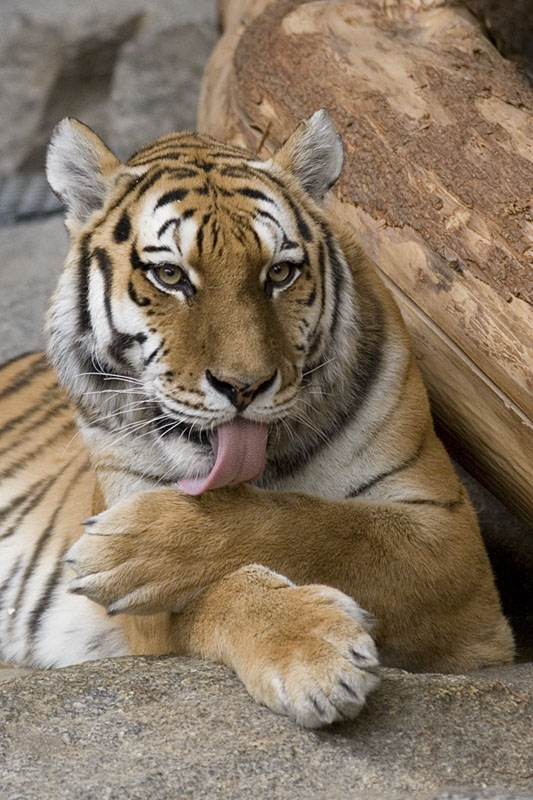
Бенгальский тигр, Panthera tigris tigris, является национальным животным Бангладеш.

Это список видов млекопитающих, зарегистрированных в Бангладеш. В Бангладеш насчитывается 89 видов млекопитающих, из которых 2 находятся на грани исчезновения, 13 — под угрозой исчезновения, 16 являются уязвимыми, а 4 вида близки к уязвимому положению.
Следующие теги используются для выделения статуса сохранения каждого вида по оценке МСОП:
- — вымершие в дикой природе виды
- — исчезнувшие в дикой природе, представители которых сохранились только в неволе
- — виды на грани исчезновения (в критическом состоянии)
- — виды под угрозой исчезновения
- — уязвимые виды
- — виды, близкие к уязвимому положению
- — виды под наименьшей угрозой
- — виды, для оценки угрозы которым не хватает данных

Некоторые виды были оценены с использованием более ранних критериев. Виды, оцененные с использованием этой системы, имеют следующие категории вместо угрожаемых и наименее опасных:
| LR/cd | Lower risk/conservation dependent | Виды, которые были в центре внимания программ сохранения и, возможно, перешли в категорию более высокого риска, если эта программа была прекращена. |
| LR/nt | Lower risk/near threatened        | Виды, которые близки к тому, чтобы классифицироваться как уязвимые, но не являются объектом программ сохранения.                                    |
| LR/lc | Lower risk/least concern          | Виды, для которых не существует идентифицируемых рисков.                                                                                            |

## Подкласс:Звери

### Инфракласс:Плацентарные

#### Отряд:Хоботные
- - Семейство: Слоновые (слоны)
    - Род: Индийские слоны

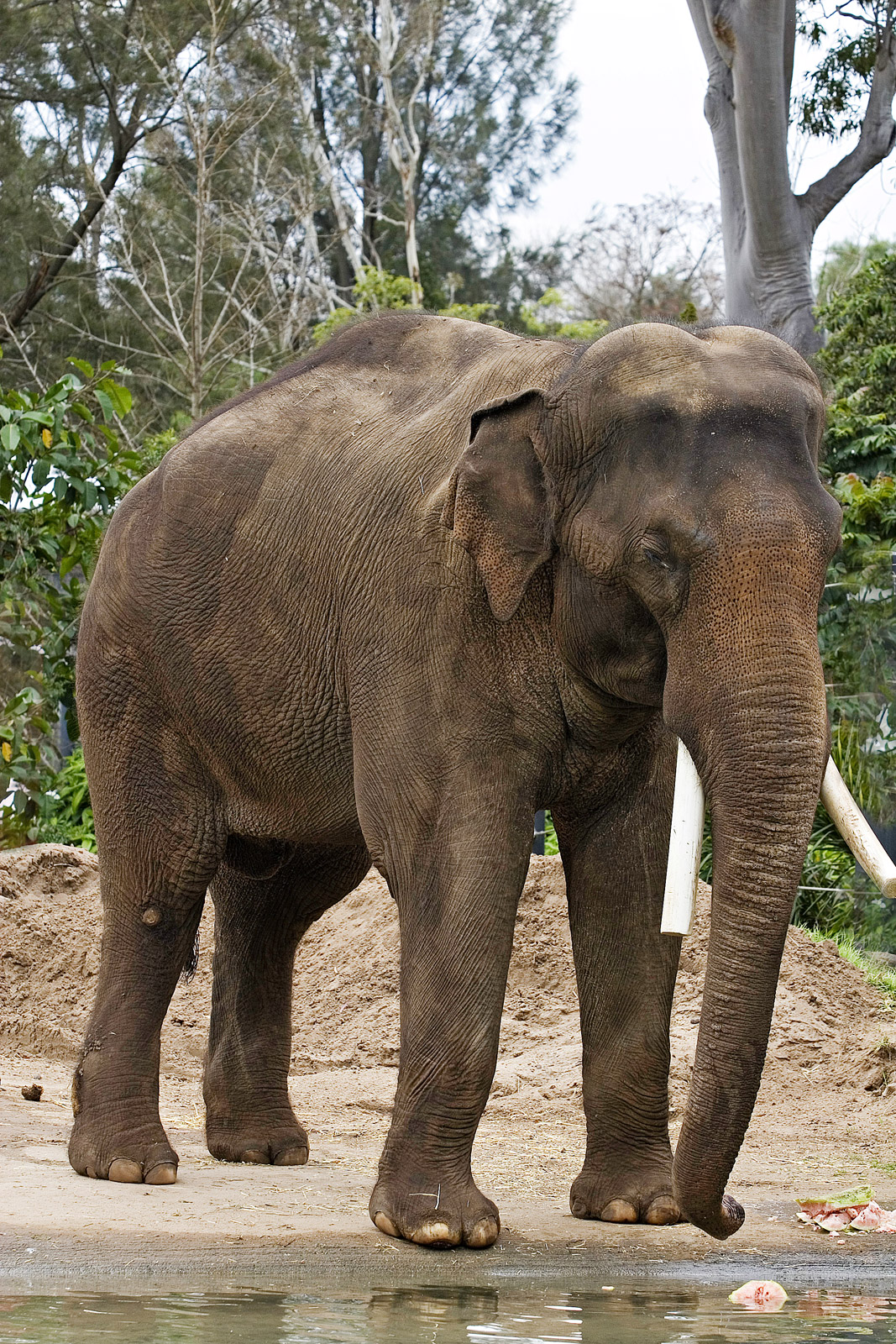
Азиатский слон

      - Азиатский слон, Elephas maximus EN

#### Отряд:Сирены

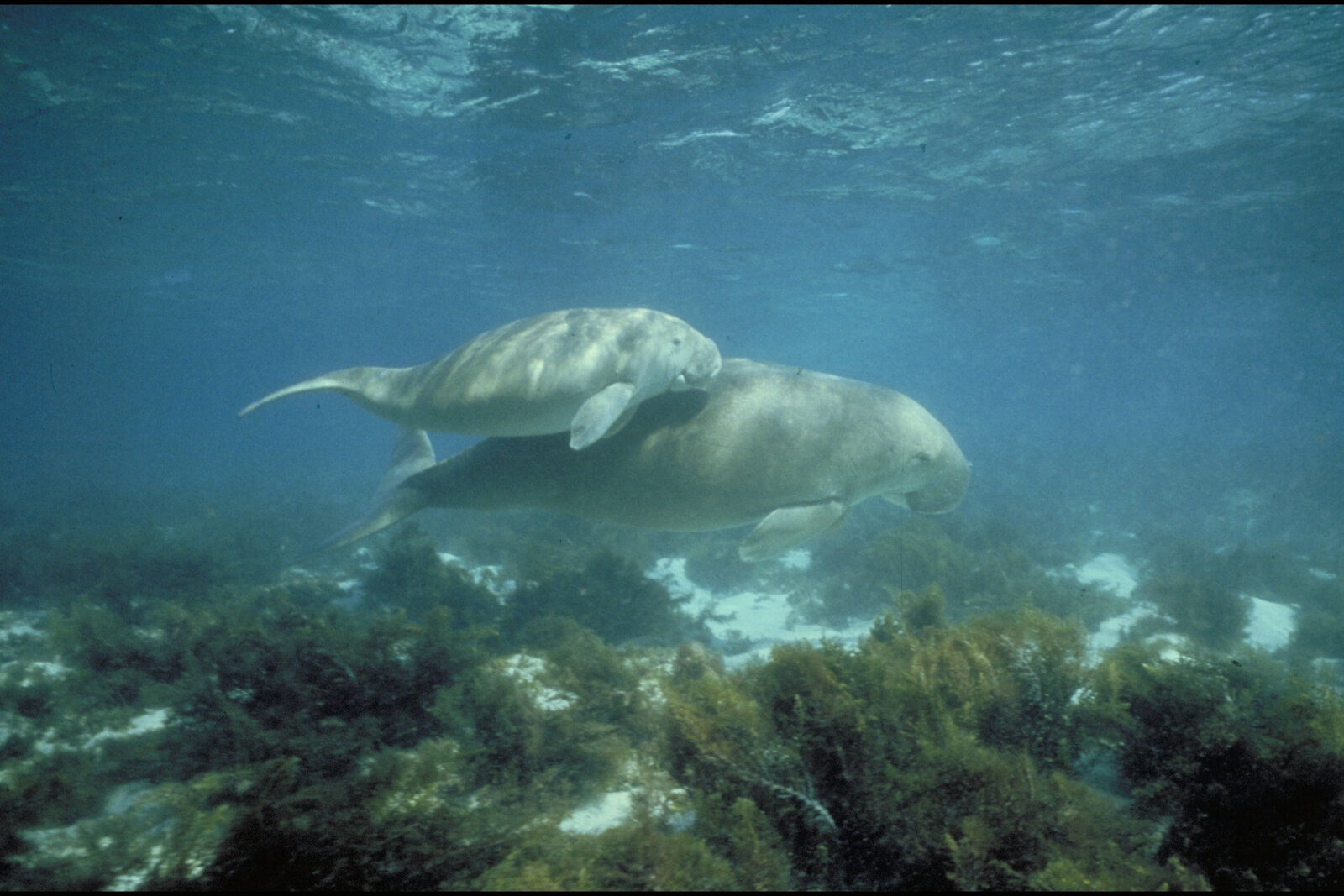
Дюгонь

- - Семейство: Дюгоневые
    - Род: Дюгони
      - Дюгонь, Dugong dugon VU

#### Отряд:Приматы
- Подотряд: Мокроносые приматы
  - Инфраотряд: Лемурообразные
    - Надсемейство: Lorisoidea
      - Семейство: Лориевые
        - Род: Толстые лори

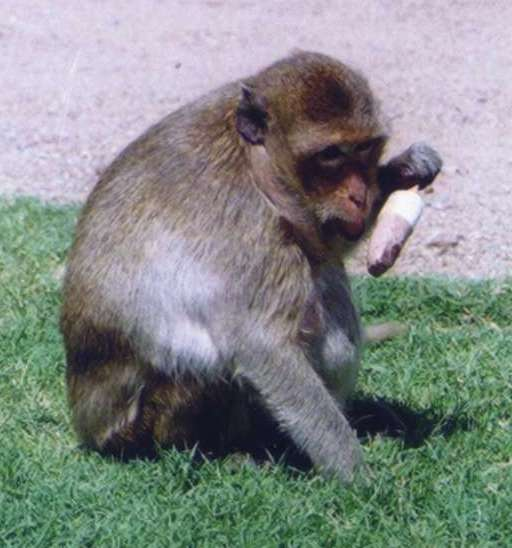
Макак-крабоед

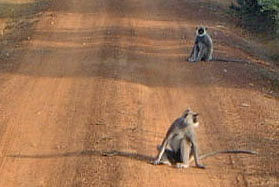
Гульман

          - Медленный лори, Nycticebus coucang LR/lc
- Подотряд: Сухоносые приматы
  - Инфраотряд: Обезьянообразные
    - Парвотряд: Узконосые обезьяны
      - Надсемейство: Собакоголовые
        - Семейство: Мартышковые
          - Род: Макаки
            - Медвежий макак, Macaca arctoides VU
            - Горный резус, Macaca assamensis VU
            - Макак-крабоед, Macaca fascicularis LR/nt
            - Северный свинохвостый макак, Macaca leonina VU
            - Макак-резус, Macaca mulatta LR/nt

          - Подсемейство: Тонкотелые обезьяны
            - Род: Гульманы
              - Гульман, Semnopithecus entellus LR/nt

            - Род: Кази
              - Очковый тонкотел, Trachypithecus obscurus LR/lc
              - Хохлатый тонкотел, Trachypithecus pileatus EN

      - Надсемейство: Человекообразные обезьяны
        - Семейство: Гиббоновые
          - Род: Хулоки
            - Западный хулок, Hoolock hoolock EN

#### Отряд:Грызуны
- Подотряд: Белкообразные
  - Семейство: Беличьи (белки)
    - Подсемейство: Ratufinae
      - Род: Гигантские белки

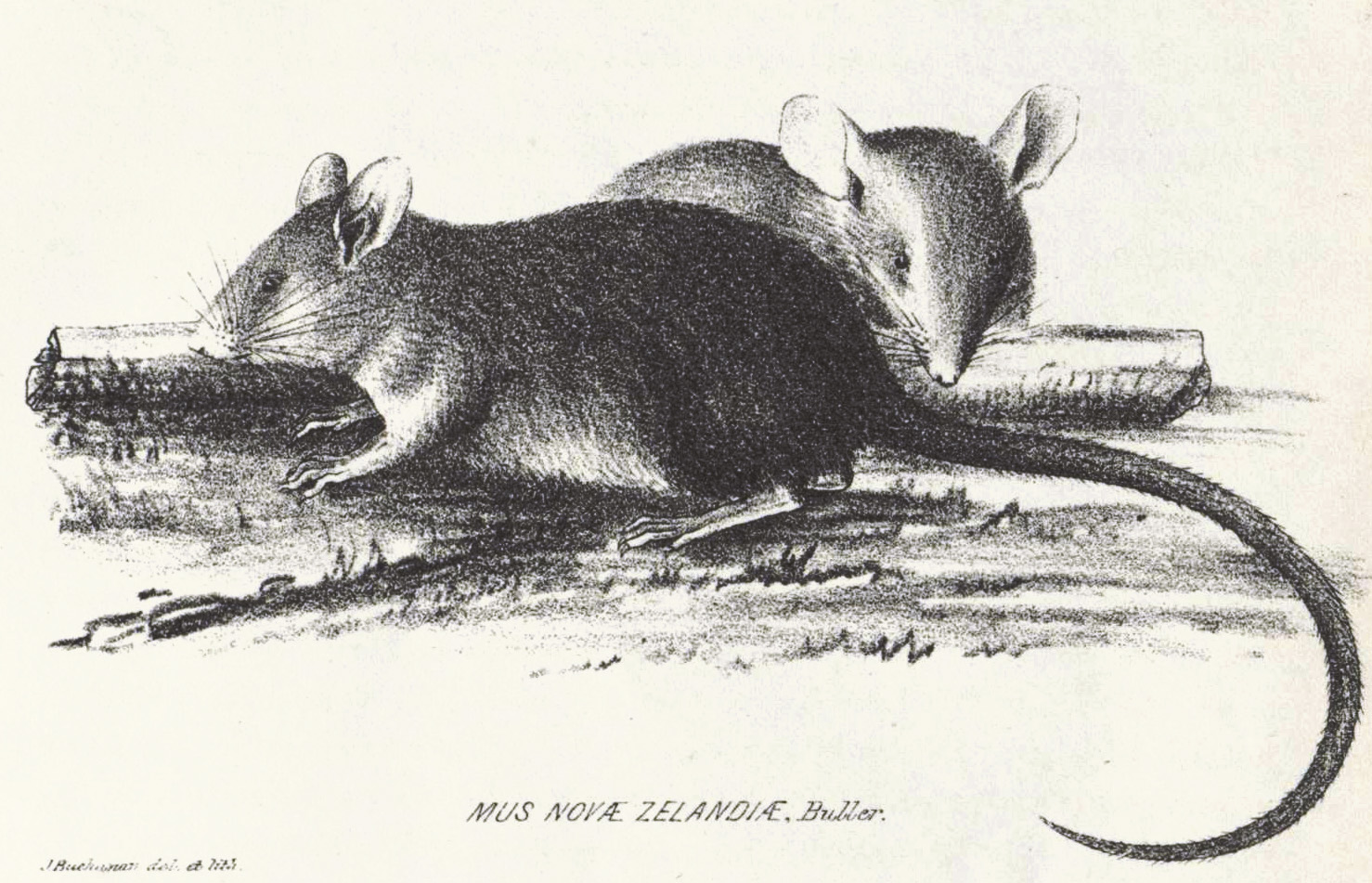
Малая крыса

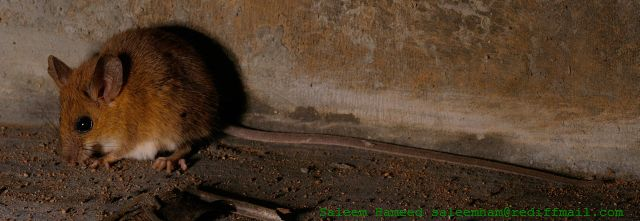
Пальмовая мышь

        - Двухцветная белка, Ratufa bicolor LR/lc

    - Подсемейство: Sciurinae
      - Триба: Pteromyini
        - Род: Стрелохвостые летяги
          - Двухцветная летяга, Hylopetes alboniger EN

        - Род: Гигантские летяги
          - Бутанская летяга, Petaurista nobilis LR/nt

    - Подсемейство: Callosciurinae
      - Род: Прекрасные белки
        - Ирравадийская белка, Callosciurus pygerythrus VU

  - Семейство: Слепышовые
    - Подсемейство: Rhizomyinae
      - Род: Cannomys
        - Малая бамбуковая крыса, Cannomys badius LR/lc

  - Семейство: Мышиные
    - Подсемейство: Мышиные
      - Род: Бандикоты
        - Бенгальская бандикота, Bandicota bengalensis LR/lc

      - Род: Крысы Эдвардса
        - Сабейская крыса, Leopoldamys sabanus LR/lc

      - Род: Азиатские мягкошёрстные крысы
        - Мягкошёрстная крыса, Millardia meltada LR/lc

      - Род: Пластинчатозубые крысы
        - Пластинчатозубая крыса, Nesokia indica LC

      - Род: Белобрюхие крысы
        - Каштановая крыса, Niviventer fulvescens LR/lc

      - Род: Крысы
        - Малая крыса, Rattus exulans LR/lc
        - Гималайская крыса, Rattus nitidus LR/lc
        - Крыса Танезуми, Rattus tanezumi LR/lc

      - Род: Пальмовые мыши
        - Пальмовая мышь, Vandeleuria oleracea LR/lc

#### Отряд:Зайцеобразные
- Семейство: Зайцевые
  - Род: Caprolagus
    - Щетинистый заяц, Caprolagus hispidus EN

  - Род: Зайцы
    - Темношеий заяц, Lepus nigricollis LR/lc

#### Отряд:Насекомоядные

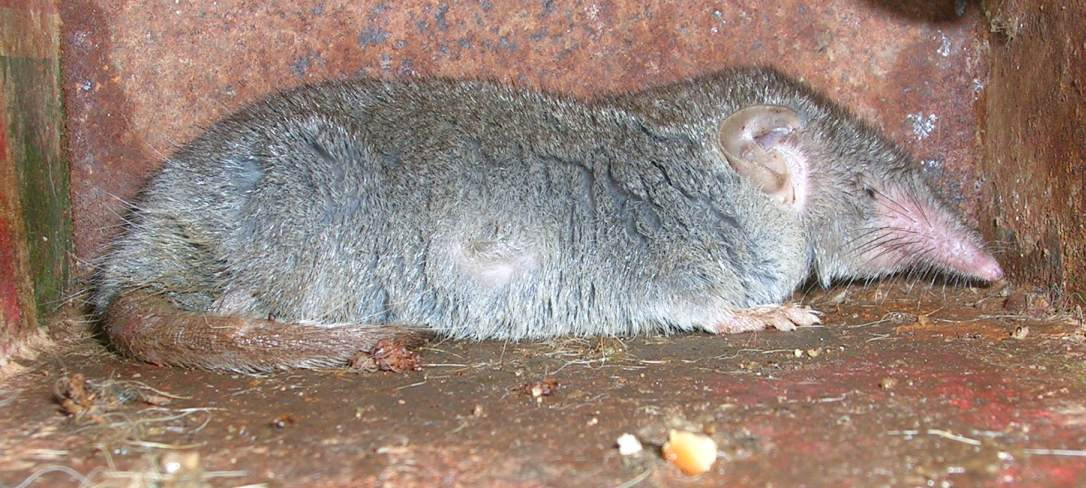
Гигантская белозубка

- Семейство: Землеройковые (землеройки)
  - Подсемейство: Белозубочьи
    - Род: Белозубки
      - Южно-азиатская белозубка, Crocidura fuliginosa LR/lc

    - Род: Многозубки
      - Гигантская белозубка, Suncus murinus LR/lc
      - Многозубка Столички, Suncus stoliczkanus LR/lc

#### Отряд:Рукокрылые
- Семейство: Крылановые (летающие лисицы, летучие мыши Старого Света)
  - Подсемейство: Pteropodinae
    - Род: Коротконосые крыланы
      - Индийский коротконосый крылан, Cynopterus sphinx LR/lc

    - Род: Летучие лисицы
      - Индийская летучая лисица, Pteropus giganteus LR/lc
- Семейство: Гладконосые летучие мыши
  - Подсемейство: Myotinae
    - Род: Ночницы
      - Малая ночница, Myotis muricola LR/lc
      - Гималайская ночница, Myotis siligorensis LR/lc

  - Подсемейство: Vespertilioninae
    - Род: Нетопыри
      - Коромандельский нетопырь, Pipistrellus coromandra LR/lc

    - Род: Пегие гладконосы
      - Scotoecus pallidus NT

    - Род: Домовые гладконосы
      - Scotophilus kuhlii LR/lc

    - Род: Scotozous
      - Scotozous dormeri LC

    - Род: Tylonycteris
      - Tylonycteris pachypus LR/lc

  - Подсемейство: Miniopterinae
    - Род: Miniopterus
      - Miniopterus pusillus LR/lc
- Семейство: Мышехвостые
  - Род: Мышехвосты
    - Мышехвост Хардвика, Rhinopoma hardwickei LC
    - Большой мышехвост, Rhinopoma microphyllum LC
- Семейство: Бульдоговые летучие мыши
  - Род: Малые складчатогубы
    - Азиатский малый складчатогуб, Chaerephon plicata LR/lc
- Семейство: Футлярохвостые
  - Род: Мешкобородые мешкокрылы
    - Мешкокрыл Темминка, Saccolaimus saccolaimus LR/lc

  - Род: Могильные мешкокрылы
    - Длиннорукий мешкокрыл, Taphozous longimanus LR/lc
- Семейство: Подковоносые
  - Подсемейство: Rhinolophinae
    - Род: Подковоносы
      - Азиатский подковонос, Rhinolophus affinis LR/lc

  - Подсемейство: Hipposiderinae
    - Род: Целопсы
      - Бесхвостый листонос, Coelops frithii LR/lc

    - Род: Подковогубы
      - Сумеречный листонос, Hipposideros ater LR/lc
      - Цейлонский листонос, Hipposideros lankadiva LC
      - Обыкновенный листонос, Hipposideros larvatus LR/lc

#### Отряд:Панголины
- Семейство: Панголиновые
  - Род: Ящеры

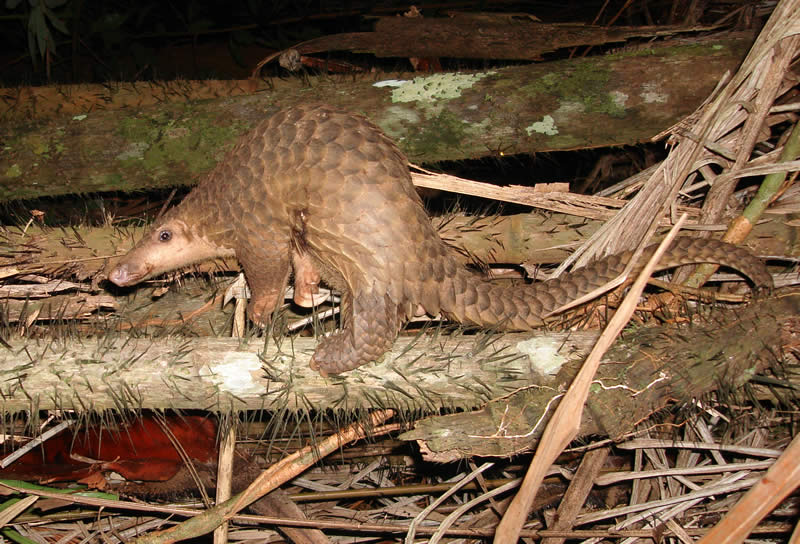
Яванский ящер

    - Яванский ящер, Manis javanica LR/nt
    - Китайский ящер, Manis pentadactyla LR/nt

#### Отряд:Хищные
- Подотряд: Кошкообразные
  - Семейство: Кошачьи
    - Подсемейство: Малые кошки
      - Род: Катопумы

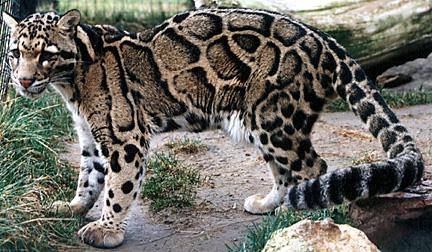
Дымчатый леопард

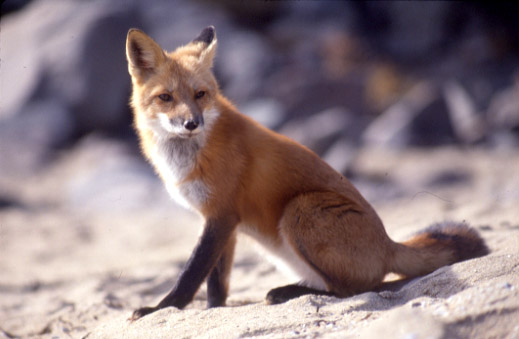
Обыкновенная лисица

        - Кошка Темминка, Catopuma temminckii VU

      - Род: Кошки
        - Камышовый кот, Felis chaus LC

      - Род: Восточные кошки
        - Кошка-рыболов, Prionailurus viverrinus VU
        - Бенгальская кошка, Prionailurus bengalensis NT

    - Подсемейство: Большие кошки
      - Род: Дымчатые леопарды
        - Дымчатый леопард, Neofelis nebulosa VU

      - Род: Пантеры
        - Индийский леопард, Panthera pardus fusca NT
        - Бенгальский тигр, Panthera tigris tigris EN

  - Семейство: Виверровые
    - Подсемейство: Paradoxurinae
      - Род: Бинтуронги
        - Бинтуронг, Arctictis binturong LR/lc

      - Род: Трёхполосые циветы
        - Трёхполосая цивета, Arctogalidia trivirgata LR/lc

      - Род: Гималайские циветы
        - Гималайская цивета, Paguma larvata LR/lc

      - Род: Мусанги
        - Мусанг, Paradoxurus hermaphroditus LR/lc

    - Подсемейство: Viverrinae
      - Род: Циветты
        - Большая цивета, Viverra zibetha LR/lc

      - Род: Малые циветы
        - Малая цивета, Viverricula indica LR/lc

  - Семейство: Мангустовые
    - Род: Urva
      - Яванский мангуст, Urva javanica LR/lc
- Подотряд: Собакообразные
  - Семейство: Псовые
    - Род: Лисицы
      - Бенгальская лисица, Vulpes bengalensis LC
      - Обыкновенная лисица, Vulpes vulpes LC

    - Род: Красные волки
      - Красный волк, Cuon alpinus EN

  - Семейство: Медвежьи
    - Род: Медведи
      - Гималайский медведь, Ursus thibetanus VU

    - Род: Малайские медведи
      - Малайский медведь, Helarctos malayanus DD

  - Семейство: Куньи
    - Род: Гладкошёрстные выдры
      - Гладкошёрстная выдра, Lutrogale perspicillata VU

    - Род: Бескоготные выдры
      - Восточная бескоготная выдра, Aonyx cinereus NT

#### Отряд:Непарнокопытные
- Семейство: Носороговые
  - Род: Индийские носороги

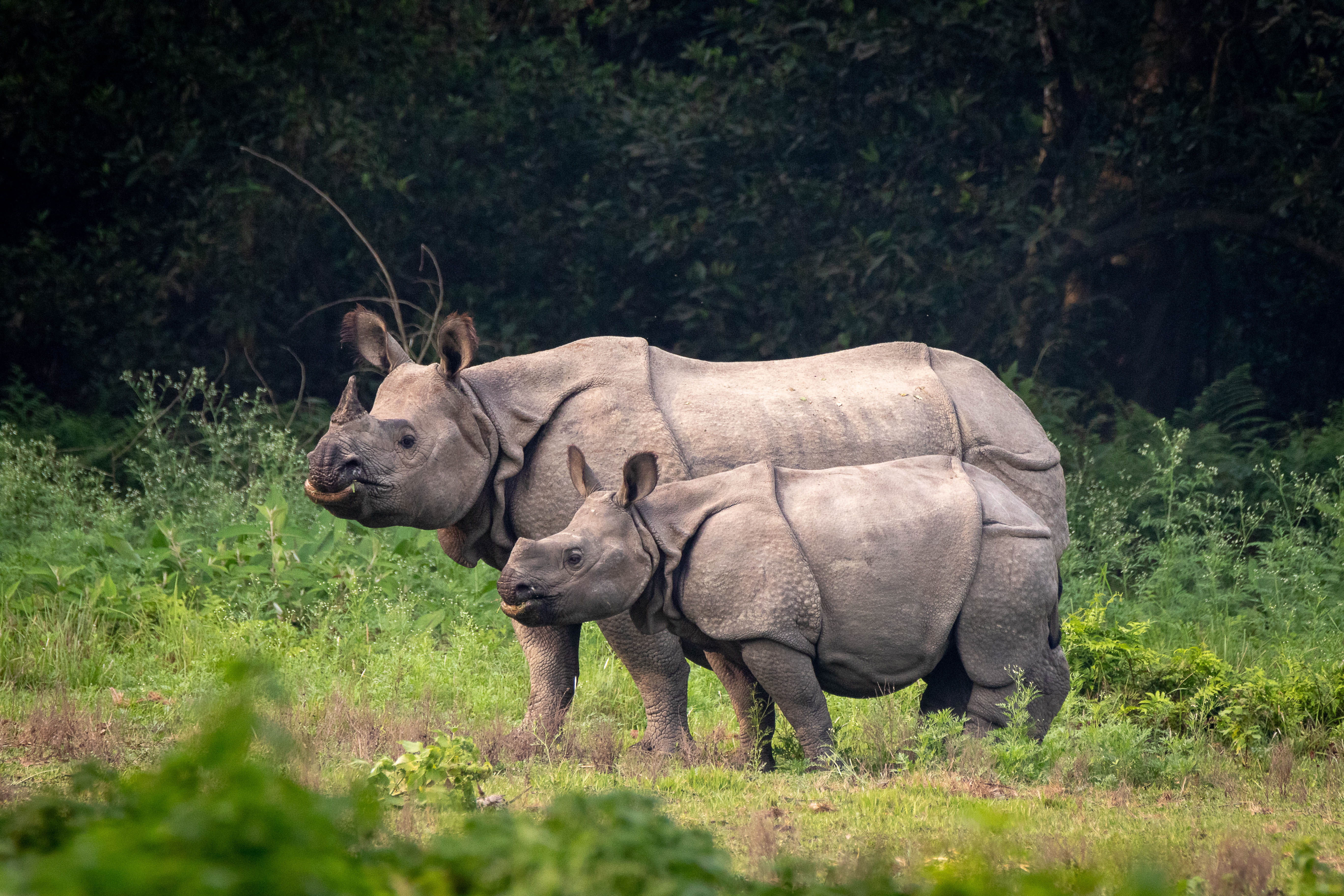
Индийский носорог

    - Яванский носорог, Rhinoceros sondaicus inermis EX
    - Индийский носорог, Rhinoceros unicornis VU

  - Род: Суматранские носороги
    - Северный суматранский носорог, Dicerorhinus sumatrensis lasiotis EX

#### Отряд:Китопарнокопытные
- Подотряд: Свинообразные
  - Семейство: Свиные
    - Род: Кабаны
      - Дикий кабан, Sus scrofa LR/lc

    - Род Porcula

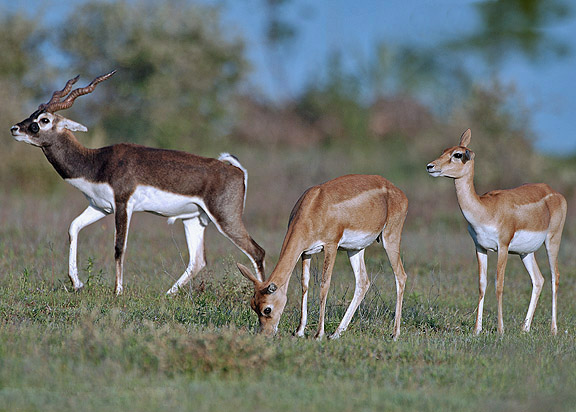
Гарна

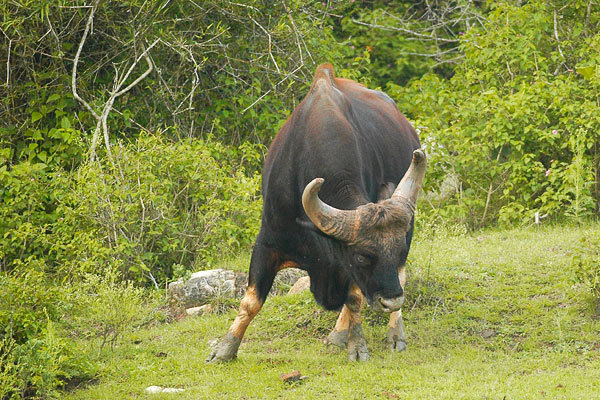
Гаур

      - Карликовая свинья, Porcula salvania EN
- Подотряд: Жвачные
  - Семейство: Оленевые (олени)
    - Подсемейство: Настоящие олени
      - Род: Rusa
        - Индийский замбар, Rusa unicolor VU

      - Род: Cervus
        - Барасинга, Rucervus duvaucelii VU

      - Род: Аксисы
        - Аксис, Axis axis LR/lc

    - Подсемейство: Мунтжаковые
      - Род: Мунтжаки
        - Мунтжак, Muntiacus muntjak LR/lc

  - Семейство: Полорогие (крупный рогатый скот, антилопы, овцы, козы)
    - Подсемейство: Настоящие антилопы
      - Род: Гарны
        - Гарна, Antilope cervicapra NT

    - Подсемейство: Бычьи
      - Род: Настоящие быки
        - Гаур, Bos frontalis VU
        - Бантенг, Bos javanicus EN

      - Род: Boselaphus
        - Нильгау, Boselaphus tragocamelus LC

    - Подсемейство: Козлиные
      - Род: Серау
        - Китайский серау, Capricornis milneedwardsii VU

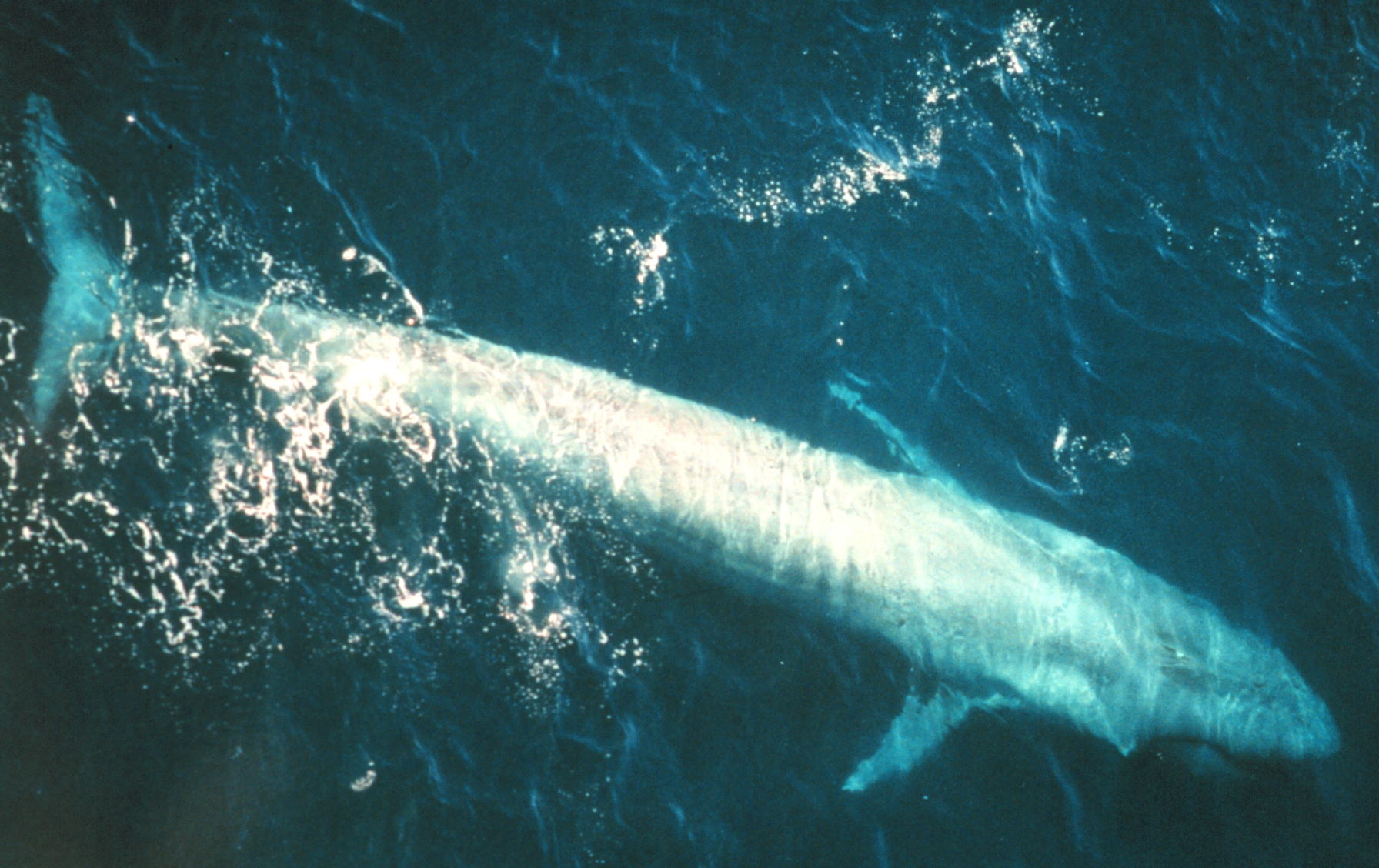
Синий кит

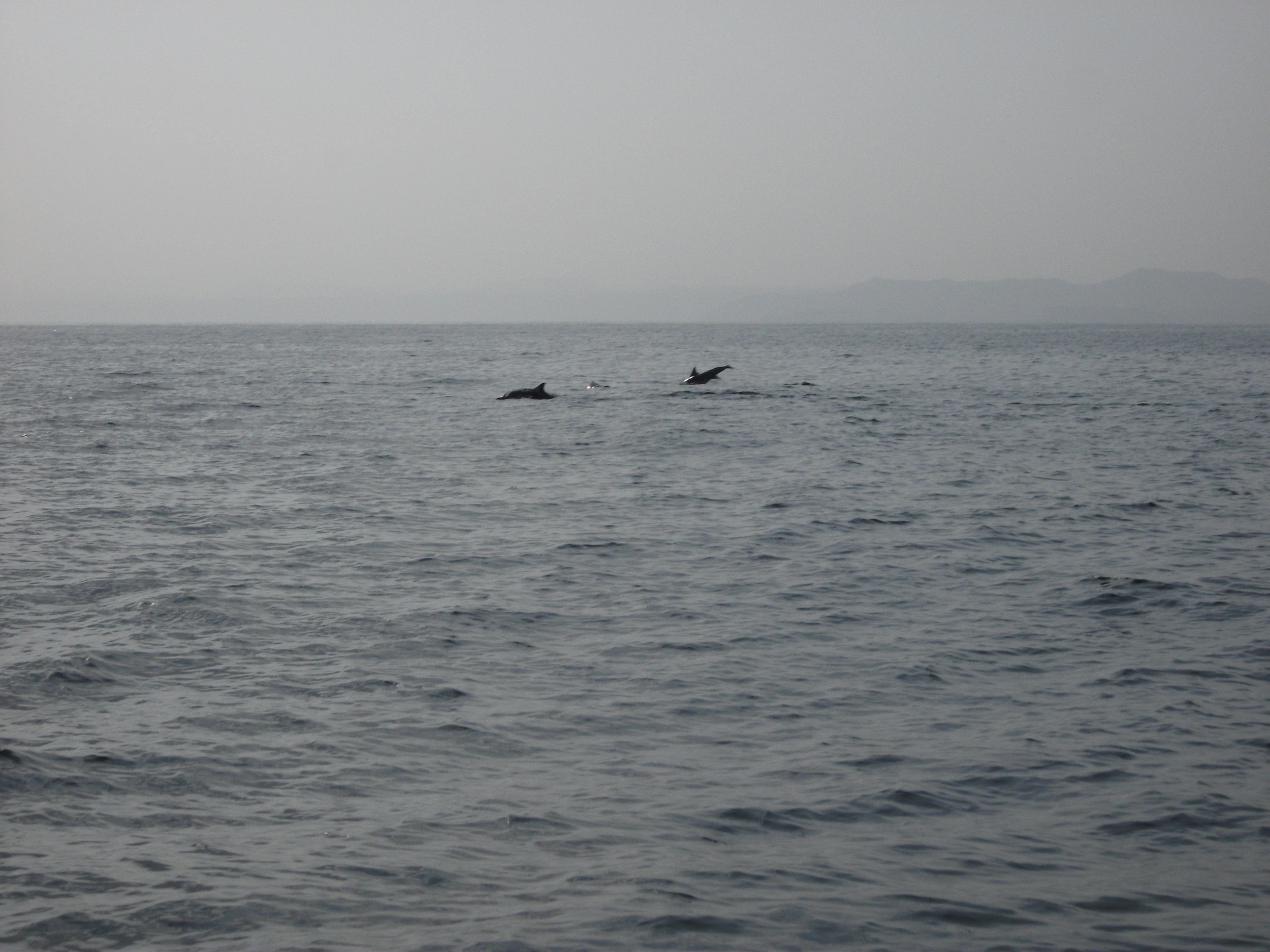
Дельфины в заливе Аль-Бандар

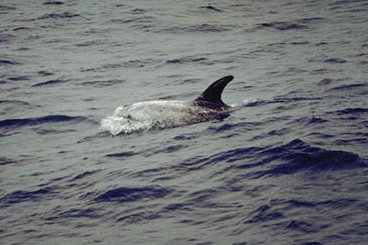
Серый дельфин

- Подотряд: Whippomorpha / Cetancodonta
  - Инфраотряд: Китообразные
    - Парвотряд: Усатые киты
      - Семейство: Полосатиковые
        - Род: Полосатики
          - Финвал, Balaenoptera physalus EN
          - Синий кит, Balaenoptera musculus / Rorqualus musculus EN
          - Полосатик Брайда, Balaenoptera brydei / Rorqualus brydei DD[2]
          - Полосатик Идена, Balaenoptera edeni / Rorqualus edeni LR/lc[3]
          - Balaenoptera omurai, или Rorqualus omurai DD[4]
          - Малый полосатик, Balaenoptera acutorostrata / Pterobalaena acutorostrata LR/nt[5]

        - Род: Горбатые киты
          - Горбатый кит, Megaptera novaeangliae VU

    - Павротряд: Зубатые киты
      - Семейство: Кашалотовые
        - Род: Кашалоты
          - Кашалот, Physeter macrocephalus VU[6]

      - Семейство: Гангские дельфины
        - Род: Гангские дельфины
          - Гангский дельфин, Platanista gangetica EN

      - Семейство: Морские свиньи
        - Род: Беспёрые морские свиньи
          - Беспёрая морская свинья, Neophocaena phocaenoides DD

      - Семейство: Дельфиновые
        - Род: Крупнозубые дельфины
          - Крупнозубый дельфин, Steno bredanensis DD

        - Род: Горбатые дельфины
          - Китайский дельфин, Sousa chinensis DD

        - Род: Афалины
          - Индийская афалина, Tursiops aduncus DD
          - Афалина, Tursiops truncatus DD

        - Род: Продельфины
          - Узкорылый продельфин, Stenella attenuata LR/cd
          - Длиннорылый продельфин, Stenella longirostris LR/cd

        - Род: Малайзийские дельфины
          - Малайзийский дельфин, Lagenodelphis hosei DD

        - Род: Серые дельфины
          - Серый дельфин, Grampus griseus DD

        - Род: Бесклювые дельфины
          - Широкомордый дельфин, Peponocephala electra LR/lc

        - Род: Карликовые косатки
          - Карликовая косатка, Feresa attenuata DD

        - Род: Малые косатки
          - Малая косатка, Pseudorca crassidens DD[6]

        - Род: Гринды
          - Короткоплавниковая гринда, Globicephala macrorhynchus LR/cd

        - Род: Иравадийские дельфины
          - Иравадийский дельфин, Orcaella brevirostris DD